# 春夏秋冬Days
『春夏秋冬Days』（しゅんかしゅうとうデイズ、Days of The Four Seasons）は、藤末さくらによる日本の漫画作品。『BE・LOVE』（講談社）にて、2012年8号から2014年11号まで連載された。アラサー女性3人のリアルな恋愛を描いた作品。単行本は全5巻。

## あらすじ
高校の同級生だった吉乃、なべさん、瑠璃の3人。
大学の卒業と同時にできちゃった結婚をした吉乃、東京の大学を卒業後、就職し結婚したものの離婚し帰郷したなべさん、小説を書きながら恋人との束縛しない自由な恋愛を満喫している瑠璃。30歳を目前にして再会した3人は話に花を咲かせるが、距離が近づくほど、それぞれが違う世界で生きてきたことを思い知らされる。

## 登場人物
前田 吉乃（まえだ よしの）
5歳年上の夫と小学生の娘・彩実（あみ）と幸せに暮らしている。
大学卒業時に妊娠が発覚し、母が余命幾ばくもなかったことや、現在の夫や夫の家族が妊娠を大喜びしてくれたことが契機となり、そのまま家庭に入った。現在は小さな会社の事務をしている。
田辺 弥生（たなべ やよい）
バツイチ。一人旅をし、気ままな独身生活を楽しんでいる。
東京の大学に進学し、東京で就職、結婚するも、夫から暴力を振るわれるようになり離婚した。帰郷したものの、友達がいないのが寂しくて、久しぶりに吉乃たちに連絡を取る。
立花 瑠璃（たちばな るり）
「たちばな瑠璃」のペンネームで執筆する小説家。高校時代から文章を作るのが好きだった。親から「芥川賞はまだか」と急かされているが、全くジャンルが違う。
男はいらないが性欲はある、という理由で男性と同棲している。
玉城（たまき）
3人と同じ高校の3学年後輩。カメラマン。吉乃とメールのやりとりをし、既婚者と知りながらも告白する。
宇田川（うたがわ）
3人の高校時代の同級生。吉乃の片思いの相手だった。

## 書誌情報
- 藤末さくら 『春夏秋冬Days』 講談社〈KC BE・LOVE〉 全5巻[2]
  1. 2012年8月10日発売、ISBN 978-4-06-380357-0[3]
  2. 2013年1月11日発売、ISBN 978-4-06-380373-0[4]
  3. 2013年7月12日発売、ISBN 978-4-06-380394-5[5]
  4. 2014年3月25日発売、ISBN 978-4-06-380418-8[6]
  5. 2014年7月11日発売、ISBN 978-4-06-380436-2[7]